# 那不勒斯廣域市
那不勒斯廣域市（義大利語：Città metropolitana di Napoli），又译那波利廣域市，是意大利坎帕尼亞大區的一個广域市。首府那不勒斯，下分92市鎮。前身为那不勒斯省。

## 人口
那不勒斯广域市是意大利人口最稠密的广域市之一。根据2001年人口统计，意大利人口最稠密的6个市镇：波蒂奇、卡萨瓦托雷、圣乔治-阿克雷马诺、梅利托-迪那波利、那不勒斯和阿尔扎诺均位于该[广域市，前15名中有11名位于该广域市。面積1,171.13平方公里，2005年总人口3,092,859人。 
| 主要市镇           | 人口    |
| ------------------ | ------- |
| 那不勒斯           | 983,797 |
| 坎帕尼亚区朱利亚诺 | 108,492 |
| 托雷-德爾格雷科    | 88,540  |
| 波佐利             | 82,503  |
| 卡索里亚           | 81,871  |
| 斯塔比亞海堡       | 65,794  |
| 阿夫拉戈拉         | 63,483  |
| 马拉诺-迪那波利    | 58,978  |
| 波蒂奇             | 57,062  |
| 埃尔科拉诺         | 55,310  |